# Amin Ahmed Mohamed Othman Abaza
Amin Ahmed Mohammed Osman Abaza  (* April 1958) ist ein ägyptischer Politiker.

## Leben
Abaza wurde 1979 Bachelor of Science der Betriebswirtschaft und der Politischen Wissenschaften. Er wurde von 1981 bis 1984 in der National Bank of Egypt und 1986 in der Egyptian Gulf Bank beschäftigt. Er gründete die Nile Cotton Trade Company, die den größten Umsatz im Baumwollhandel in Ägypten erzielte. Er war Vorsitzender der Vereinigung der ägyptischen Baumwollexporteure, verheiratet und hat zwei Söhne. Husni Mubarak berief ihn am 31. Dezember 2005 in das Kabinett Nazif.